# Ohmella baetica
Ohmella baetica is een kameelhalsvliegensoort uit de familie van de Raphidiidae. De soort komt voor in Spanje en Portugal.
Ohmella baetica werd voor het eerst wetenschappelijk beschreven door Rambur in 1842.